# أمير البحار (فلم)
أمير البحار فيلم كوميدي مصري من إخراج وائل إحسان وتأليف يوسف معاطي، صدر بتاريخ 26 نوفمبر 2009، وهو من إنتاج الشركة العربية للأنتاج الفني والتوزيع «إسعاد يونس» بتكلفة 25 مليون جنيه.
تاريخ الفيلم يوافق يوم عرفة عام 1430 هـ.

## القصة
تدور احداث الفيلم بطايع كوميدي وجميل حول أمير (محمد هنيدي) شاب مستهتر يدرس في الأكاديمية البحرية، لديه أربع أخوات ووالدته التي لا ترفض له أي طلب ويحب جارته سلوى (شيري عادل) ابنة مدير الأكاديمية التي تعتبره أخا لها، وتحدث العديد من المفارقات بين شد وجذب إلى أن يتم اختطافهم من قبل القراصنة في عرض البحر، وتتوالى الأحداث.

## الممثلون
- محمد هنيدي:أمير نور الدين
- شيري عادل:سلوى منصور الهلباوى
- ياسر جلال:نزار مرسي الشافعي
- كريمة عبد الله:جيداء نور الدين
- هناء الشوربجي:ام امير
- لطفي لبيب:نور الدين البحر
- غسان مطر:منصور الهلباوى
- مها أبو عوف:دريه ام سلوى

- ضياء الميرغني:الريس حزنان
- صبري عبد المنعم:سليم بيه
- أمينة:لمياء نور الدين
- محمد محمود:ممس
- نورا السباعي:فيحاء نور الدين
- شهيرة سعد:شيماء نور الدين
- حسن عبد الفتاح:رفاعى
- حسام داغر:شاعر الاسكندرية مؤنس توحيد

- طارق الإبياري:طارق صديق أمير
- حسين فتحي
- محمد فاروق:حجازى
- يوسف عيد:البواب
- رضا إدريس:محسن الجرسون
- شريف صبحي:شريف
- مريم نور:سوزى
- محمود سعد:شخصيته الحقيقية

- عمرو أبو النصر
- مريم سعيد صالح:أم مؤنس
- محمد قشطة:والد شريف
- محمد المغربي:مذيع
- كريم أحمد القط
- أشرف الفولي:قرصان
- إسلام أسامة:طالب بالأكاديمية البحريه
- عبدالناصر أبو بكر:قرصان

## روابط خارجية
- مقالات تستعمل روابط فنية بلا صلة مع ويكي بيانات